# (12282) Crombecq
(12282) Crombecq est un astéroïde de la ceinture principale.

## Description
(12282) Crombecq est un astéroïde de la ceinture principale. Il fut découvert le 21 janvier 1991 à l'Observatoire de Haute-Provence par Eric Walter Elst. Il présente une orbite caractérisée par un demi-grand axe de 2,72 UA, une excentricité de 0,25 et une inclinaison de 8,1° par rapport à l'écliptique.

## Compléments